# Sains-lès-Fressin
Sains-lès-Fressin é uma comuna francesa na região administrativa de Altos da França, no departamento de Pas-de-Calais. Estende-se por uma área de 6,71 km². Em 2010 a comuna tinha 164 habitantes (densidade: 24,4 hab./km²).